# Alex Ferrari
Alex Ferrari (Modena, 1º luglio 1994) è un calciatore italiano, difensore della Sampdoria.

## Caratteristiche tecniche
Difensore centrale, bravo tatticamente, viene spesso impiegato anche come terzino destro.

## Carriera

### Club

#### Gli esordi: Modena Est e Bologna
Nato a Modena, muove i primi passi nel calcio nella Polisportiva Modena Est, fino al 2002, quando, all'età di otto anni, passa al settore giovanile del Bologna. Nell'estate 2011 viene promosso nella squadra Primavera. Il debutto in gara ufficiale con la maglia rossoblu arriva il 3 dicembre 2013, quando subentra ad Andrea Mantovani nel corso del secondo tempo della gara casalinga di Coppa Italia contro il Siena, persa con il risultato di 1-2 dopo i tempi supplementari.

#### Il prestito al Crotone
Il 14 gennaio 2014 viene ceduto al Crotone, dove colleziona due presenze e zero reti.

#### Il rientro al Bologna
All'avvio della stagione successiva, al rientro dal prestito al Crotone, la società felsinea, appena retrocessa in Serie B, lo aggrega alla prima squadra sin dal ritiro estivo. L'esordio in campionato avviene il 4 ottobre 2014, quando subentra all'infortunato Domenico Maietta nella partita in trasferta contro il Vicenza, conclusasi a reti inviolate. Al termine della stagione colleziona complessivamente 10 presenze, a cui si aggiungono le 2 gare a cui prende parte nei play-off, al termine dei quali il Bologna ottiene la promozione in Serie A.
Esordisce nel massimo campionato italiano il 22 agosto 2015 a Roma, partendo titolare nella prima gara contro la Lazio, terminata 2-1 per i biancocelesti. Il 22 gennaio 2016 rinnova il contratto con i rossoblu fino al giugno 2021.

#### Hellas Verona
Dopo aver collezionato una sola presenza nella prima parte di stagione, il 27 gennaio 2017 viene ceduto in prestito al Verona, militante in Serie B. A fine stagione ottiene la promozione in Serie A con gli scaligeri.
Il 28 gennaio 2018 sigla la sua prima rete in massima serie, nella vittoria in trasferta per 4-1 contro la Fiorentina.

#### Sampdoria
Il 13 giugno 2018 viene ufficializzato il suo passaggio a titolo temporaneo, con obbligo di riscatto al termine della stagione fissato a 4,5 milioni di euro, alla Sampdoria. Esordisce con la maglia blucerchiata il 4 dicembre 2018 nella partita vinta contro la SPAL per 2-1, valevole per il quarto turno di Coppa Italia. Il 30 dicembre esordisce da titolare in campionato nell'ultima gara d'andata, nella partita persa 2-1 in casa della Juventus.
Dopo una prima stagione in cui ha trovato poco spazio, nella seconda diviene titolare della difesa dei blucerchiati. Tuttavia, sul finire dell'anno solare 2019 subisce un infortunio che lo costringe a stare fuori per lungo tempo.
Il 16 maggio 2022 realizza la sua prima rete con la Samp nel successo per 4-1 contro la Fiorentina.

#### Prestito alla Cremonese e ritorno in Liguria
Il 2 gennaio 2023 viene ceduto in prestito con diritto di riscatto alla Cremonese. Due giorni dopo esordisce subito da titolare con i grigiorossi nella partita casalinga persa contro la Juventus (0-1).
Per la stagione 2023-2024 torna alla Sampdoria, tuttavia si rompe il crociato a inizio stagione, ritornando soltanto nel maggio del 2024. Il 29 luglio dello stesso anno rinnova il proprio contratto fino al 2027.

### Nazionale
Viene convocato per la prima volta in nazionale Under-21 dal ct Di Biagio in vista della partita di qualificazione agli Europei del 2017 contro la Slovenia dell'8 settembre 2015, nella quale non scende però in campo.
Esordisce con l'Under-21 il 2 giugno 2016, in un'amichevole disputata a Venezia contro la Francia. Viene convocato per l'Europeo Under-21 2017 in Polonia, dove viene impiegato nella seconda partita del girone persa 3-1 contro la Repubblica Ceca.

## Statistiche

### Presenze e reti nei club
Statistiche aggiornate al 18 agosto 2025.
| Stagione             | Squadra              | Campionato           | Campionato | Campionato | Coppe nazionali | Coppe nazionali | Coppe nazionali | Coppe continentali | Coppe continentali | Coppe continentali | Altre coppe | Altre coppe | Altre coppe | Totale | Totale |
| Stagione             | Squadra              | Comp                 | Pres       | Reti       | Comp            | Pres            | Reti            | Comp               | Pres               | Reti               | Comp        | Pres        | Reti        | Pres   | Reti   |
| -------------------- | -------------------- | -------------------- | ---------- | ---------- | --------------- | --------------- | --------------- | ------------------ | ------------------ | ------------------ | ----------- | ----------- | ----------- | ------ | ------ |
| 2013-gen. 2014       | Bologna              | A                    | 0          | 0          | CI              | 1               | 0               | -                  | -                  | -                  | -           | -           | -           | 1      | 0      |
| gen.-giu. 2014       | Crotone              | B                    | 2          | 0          | CI              | 0               | 0               | -                  | -                  | -                  | -           | -           | -           | 2      | 0      |
| 2014-2015            | Bologna              | B                    | 11+2       | 0+0        | CI              | 1               | 0               | -                  | -                  | -                  | -           | -           | -           | 14     | 0      |
| 2015-2016            | Bologna              | A                    | 21         | 0          | CI              | 1               | 0               | -                  | -                  | -                  | -           | -           | -           | 22     | 0      |
| 2016-gen. 2017       | Bologna              | A                    | 1          | 0          | CI              | 0               | 0               | -                  | -                  | -                  | -           | -           | -           | 1      | 0      |
| Totale Bologna       | Totale Bologna       | Totale Bologna       | 35         | 0          |                 | 3               | 0               |                    | -                  | -                  |             | -           | -           | 38     | 0      |
| gen.-giu. 2017       | Verona               | B                    | 14         | 0          | CI              | 0               | 0               | -                  | -                  | -                  | -           | -           | -           | 14     | 0      |
| 2017-2018            | Verona               | A                    | 25         | 1          | CI              | 2               | 0               | -                  | -                  | -                  | -           | -           | -           | 27     | 1      |
| Totale Hellas Verona | Totale Hellas Verona | Totale Hellas Verona | 39         | 1          |                 | 2               | 0               |                    | -                  | -                  |             | -           | -           | 41     | 1      |
| 2018-2019            | Sampdoria            | A                    | 6          | 0          | CI              | 1               | 0               | -                  | -                  | -                  | -           | -           | -           | 7      | 0      |
| 2019-2020            | Sampdoria            | A                    | 12         | 0          | CI              | 1               | 0               | -                  | -                  | -                  | -           | -           | -           | 13     | 0      |
| 2020-2021            | Sampdoria            | A                    | 12         | 0          | CI              | 1               | 0               | -                  | -                  | -                  | -           | -           | -           | 13     | 0      |
| 2021-2022            | Sampdoria            | A                    | 23         | 1          | CI              | 1               | 0               | -                  | -                  | -                  | -           | -           | -           | 24     | 1      |
| 2022-gen. 2023       | Sampdoria            | A                    | 12         | 0          | CI              | 2               | 0               | -                  | -                  | -                  | -           | -           | -           | 14     | 0      |
| gen.-giu. 2023       | Cremonese            | A                    | 16         | 0          | CI              | 2               | 0               | -                  | -                  | -                  | -           | -           | -           | 18     | 0      |
| 2023-2024            | Sampdoria            | B                    | 3          | 0          | CI              | 1               | 0               | -                  | -                  | -                  | -           | -           | -           | 4      | 0      |
| 2024-2025            | Sampdoria            | B                    | 9+2        | 0          | CI              | 0               | 0               | -                  | -                  | -                  | -           | -           | -           | 11     | 0      |
| 2025-2026            | Sampdoria            | B                    | 0          | 0          | CI              | 1               | 0               | -                  | -                  | -                  | -           | -           | -           | 1      | 0      |
| Totale Sampdoria     | Totale Sampdoria     | Totale Sampdoria     | 79         | 1          |                 | 8               | 0               |                    | -                  | -                  |             | -           | -           | 87     | 1      |
| Totale carriera      | Totale carriera      | Totale carriera      | 171        | 2          |                 | 15              | 0               |                    | -                  | -                  |             | -           | -           | 186    | 2      |

### Cronologia presenze e reti in nazionale
| Cronologia completa delle presenze e delle reti in nazionale ― Italia under 21 | Cronologia completa delle presenze e delle reti in nazionale ― Italia under 21 | Cronologia completa delle presenze e delle reti in nazionale ― Italia under 21 | Cronologia completa delle presenze e delle reti in nazionale ― Italia under 21 | Cronologia completa delle presenze e delle reti in nazionale ― Italia under 21 | Cronologia completa delle presenze e delle reti in nazionale ― Italia under 21 | Cronologia completa delle presenze e delle reti in nazionale ― Italia under 21 | Cronologia completa delle presenze e delle reti in nazionale ― Italia under 21 |
| Data                                                                           | Città                                                                          | In casa                                                                        | Risultato                                                                      | Ospiti                                                                         | Competizione                                                                   | Reti                                                                           | Note                                                                           |
| ------------------------------------------------------------------------------ | ------------------------------------------------------------------------------ | ------------------------------------------------------------------------------ | ------------------------------------------------------------------------------ | ------------------------------------------------------------------------------ | ------------------------------------------------------------------------------ | ------------------------------------------------------------------------------ | ------------------------------------------------------------------------------ |
| 2-6-2016                                                                       | Venezia                                                                        | Italia under 21                                                                | 0 – 1                                                                          | Francia under 21                                                               | Amichevole                                                                     | -                                                                              |                                                                                |
| 11-10-2016                                                                     | Kaunas                                                                         | Lituania under 21                                                              | 0 – 0                                                                          | Italia under 21                                                                | Qual. Europeo Under-21 2017                                                    | -                                                                              |                                                                                |
| 10-11-2016                                                                     | Southampton                                                                    | Inghilterra under 21                                                           | 3 – 2                                                                          | Italia under 21                                                                | Amichevole                                                                     | -                                                                              | 46’                                                                            |
| 13-11-2016                                                                     | Bergamo                                                                        | Italia under 21                                                                | 0 – 0                                                                          | Danimarca under 21                                                             | Amichevole                                                                     | -                                                                              |                                                                                |
| 23-3-2017                                                                      | Cracovia                                                                       | Polonia under 21                                                               | 1 – 2                                                                          | Italia under 21                                                                | Amichevole                                                                     | -                                                                              |                                                                                |
| 27-3-2017                                                                      | Roma                                                                           | Italia under 21                                                                | 1 – 2                                                                          | Spagna under 21                                                                | Amichevole                                                                     | -                                                                              |                                                                                |
| 21-6-2017                                                                      | Tychy                                                                          | Rep. Ceca under 21                                                             | 3 – 1                                                                          | Italia under 21                                                                | Europeo Under-21 2017 - 1º turno                                               | -                                                                              |                                                                                |
| Totale                                                                         |                                                                                | Presenze                                                                       | 7                                                                              |                                                                                | Reti                                                                           | 0                                                                              |                                                                                |